# Hábarmur
Hábarmur är ett berg i republiken Island. Det ligger i regionen Suðurland, 150 km öster om huvudstaden Reykjavík. Toppen på Hábarmur är 1 199 meter över havet, eller 395 meter över den omgivande terrängen. Bredden vid basen är 6,4 km.
Trakten runt Hábarmur är nära nog obefolkad, med mindre än två invånare per kvadratkilometer. Det finns inga samhällen i närheten. Trakten runt Hábarmur är permanent täckt av is och snö.